# Советский сельсовет (Первомайский район)
Советский сельсовет — сельское поселение в Первомайском районе Оренбургской области Российской Федерации.
Административный центр — село Советское.

## История
9 марта 2005 года в соответствии с законом Оренбургской области № 1907/315-III-ОЗ образовано сельское поселение Советский сельсовет, установлены границы муниципального образования.

## Население
| 2010 | 2012 | 2013 | 2014 | 2015 | 2016 | 2017 |
| ---- | ---- | ---- | ---- | ---- | ---- | ---- |
| 812  | ↘794 | ↗806 | ↘781 | ↘778 | ↘748 | ↗753 |
| 2018 | 2019 | 2020 | 2021 |      |      |      |
| ↘742 | ↘738 | ↘718 | ↘706 |      |      |      |

## Состав сельского поселения
| № | Населённый пункт | Тип населённого пункта       | Население |
| - | ---------------- | ---------------------------- | --------- |
| 1 | Пятилетка        | посёлок                      | 8         |
| 2 | Советское        | село, административный центр | 804       |